# Caprella greenleyi
Caprella greenleyi är en kräftdjursart som beskrevs av John C. McCain 1969. Caprella greenleyi ingår i släktet Caprella och familjen Caprellidae. Inga underarter finns listade i Catalogue of Life.